# Viskan
 (mars 2015).
Si vous disposez d'ouvrages ou d'articles de référence ou si vous connaissez des sites web de qualité traitant du thème abordé ici, merci de compléter l'article en donnant les références utiles à sa vérifiabilité et en les liant à la section « Notes et références ».
Viskan est un fleuve de l'ouest de la Suède.

## Géographie
Viskan prend sa source dans le centre de la Suède, puis se dirige vers le sud-ouest et traverse les villes de Borås, puis Kinna. Il se jette dans le Cattégat au nord de Varberg, dans la province de Halland.

## Sources
- (sv) Données sur la longueur des fleuves de Suède